# Nesoryzomys darwini
Espèce
Statut de conservation UICN

 EX  : Éteint
Nesoryzomys darwini est une espèce éteinte de rongeurs du genre Nesoryzomys qui vivait sur l'île Santa Cruz, dans l'archipel des Galápagos.